# Flughafen Atbara

i7
i11
i13
Der Flughafen Atbara (auch Atbara Airport oder Atbara Old) ist ein Flughafen in Atbara in Sudan. Der Flughafen befindet sich 5 km östlich der Stadt Atbara.  Er ist einer von insgesamt sieben Inlandsflughäfen im Sudan.